# Капула
Капула (исп. Capula) — посёлок в Мексике, в штате Мичоакан, входит в состав муниципалитета Морелия. Численность населения, по данным переписи 2020 года, составила 5624 человека.

## Общие сведения
Название Capula с языка науатль можно перевести как: место, где много капулинов.
Поселение было основано в доиспанский период, первое упоминание относится к 1524 году.
В Капуле находятся святилище ацтеков и пирамида якатас.
Капула расположен в 15 км к западу от столицы штата, города Морелия, на федеральной трассе 15.

## Население
| Год  | Численность | Численность |
| ---- | ----------- | ----------- |
| 2010 | 5086        | [ 7 ]       |
| 2020 | 5624        | [ 8 ]       |